# Funciones de Hough
En matemáticas aplicadas, las funciones de Hough son las funciones propias de las ecuaciones de Laplace que rigen la circulación de fluidos en una esfera giratoria. Como tales, son relevantes en geofísica y meteorología, donde forman parte de las soluciones para las ondas atmosféricas y oceánicas. Estas funciones reciben su nombre en honor a Sydney Samuel Hough. Cada modo de Hough es una función de la latitud y puede expresarse como una suma infinita de polinomios asociados de Legendre; las funciones son ortogonales sobre la esfera en el caso continuo. Por lo tanto, también pueden considerarse como una serie de Fourier generalizada en la que las funciones básicas son los modos normales de una atmósfera en reposo.